# خادنو
خادنو، روستایی از توابع بخش رویدر شهرستان خمیر در استان هرمزگان ایران است.

## جمعیت
این روستا در دهستان روئیدر قرار دارد و براساس سرشماری مرکز آمار ایران در سال ۱۳۸۵، جمعیت آن زیر سه خانوار بوده‌است.